# Jean-Baptiste Naudet
Jean-Baptiste Naudet, eigentlich Julien Marcel Naudet (* 13. Mai 1743 in Champlitte; † Juni 1830 in Passy), war ein französischer Schauspieler.
Zuerst als Soldat, dann als Sergeant beim Régiment des Gardes françaises, bleiben seine ersten Gehversuche als Schauspieler im Dunklen. Seine erste bekannte Rolle war die des Augustus in Pierre Corneilles Tragödie Cinna, an der Comédie-Française. Bereits im darauffolgenden Jahr wurde er in die Société de la Comédie-Française aufgenommen und er durfte die Rede zur Eröffnung der neuen Spielzeit halten.
Sein Schauspiel war ernst und wirkte vornehm, und in Rollen mit gewalttätigen oder hintertriebenen Charakteren tat er sich besonders hervor. Dabei wurde von der Öffentlichkeit seine tatsächliche Sensibilität und Liebenswürdigkeit im wahren Leben geschätzt.
Als Sprecher des Ensembles brachen mit der Französischen Revolution schwierige Zeiten für ihn an. Im Jahr 1790 sollte die Tragödie Charles IX, ou l école des rois von André Chénier aufgeführt werden, was das Ensemble, aus Angst vor den Revolutionären, in Aufruhr brachte. Rose Vestris und Saint-Prix gaben sich indisponiert, was François-Joseph Talma auf den Plan rief und hinter den Kulissen ein Streit losbrach. Diese Affäre endete erst, als Naudet seinen Kollegen ohrfeigte und sich die beiden, auf dem damals am Rande der Stadt liegenden Champs Élysées, duellierten, wobei keiner zu Schaden kam.
Die weiteren Jahre verliefen beruflich für Naudet glänzend, bis 1793 die Terrorherrschaft einsetzte, und da er als reaktionär galt, floh er vorsichtshalber in die Schweiz. So blieb ihm die Arretierung seine Schauspielkollegen erspart. Im folgenden Jahr, nach Robespierres Sturz, kehrte er nach Paris zurück und erlangte ein Engagement am kurzlebigen Théâtre de la Nation, das im Salle Richelieu beheimatet war, wo er seine Karriere fortsetzen konnte. Auch bei der Neugründung der Comédie wurde er als ursprüngliches Ensemblemitglied wieder aufgenommen.
Naudet blieb der Comédie bis zu seinem Bühnenabschied im Jahr 1806 treu und konnte auf über 30 von ihm verkörperte Hauptrollen zurückblicken.
Es eine Buchveröffentlichung bekannt, in der sich Naudet, über neun Seiten, gegen Verleumdungen Talmas, die in mehreren Pariser Journalen, wie dem Journal de Paris oder den Les Petites Affiches, verbreitet wurden, wehrt.
Sein Sohn war der Historiker Joseph Naudet.